# Klub Winx – tajemnica zaginionego królestwa
Klub Winx – Tajemnica Zaginionego Królestwa (wł. Winx Club – Il segreto del regno perduto, ang. Winx Club – The Secret of the Lost Kingdom, 2007) – włoski film animowany w reżyserii Iginio Straffi. Pełnometrażowa kontynuacja serialu animowanego Klub Winx. Fabuła filmu ma miejsce tuż po trzeciej serii.
Piosenkę promującą film – „All the Magic” śpiewa Natalie Imbruglia.

## Fabuła
Na początku Flora, Stella, Musa, Tecna i Layla mają już po 18 lat (Stella 19 lat), kończą swoją naukę i dostają dyplomy. Od tej pory są Wróżkami-Strażniczkami swoich planet. Niestety tylko Bloom nie może zakończyć edukacji i zostać Wróżką-Strażniczką, ponieważ nie ma świata i ludzi, których mogłaby chronić. Dlatego też postanawia w końcu poznać całą swoją przeszłość. Dziewczyna wkrótce dowiaduje się, że jej rodzice poświęcili się, by pokonać zło, jakim były trzy prastare wiedźmy. Skutkiem czego zostali wysłani do świata Obsydianu – mrocznego miejsca, z którego nie ma ucieczki, razem z całym złem. A ona sama jest księżniczką nieistniejącego już świata Domino. Naszej czarodziejce i jej przyjaciołom wspólnie udaje się dotrzeć do tego miejsca i uratować króla i królową Domino. Wszyscy razem odbudowują ich planetę, a Bloom decyduje się zamieszkać z nimi. Na koniec Sky prosi Bloom o rękę, a ona przyjmuje jego oświadczyny. Wszyscy żyją szczęśliwie, myśląc, że trzy prastare wiedźmy zostały pokonane, lecz one czekają w ukryciu, by znowu zaatakować.

## Obsada oryginalna
Wersja włoska:
- Bloom – Letizia Ciampa
- Flora – Ilaria Latini
- Stella – Perla Liberatori
- Musa – Gemma Donati
- Tecna – Domitilla D’Amico
- Layla – Laura Lenghi
- Sky – Marco Vivio
- Brandon – Massimiliano Alto
- Helia – Francesco Pezzulli
- Riven – Mirko Mazzanti
- Timmy – Corrado Conforti

Wersja angielska (Cinelume):
- Bloom – Cindy Robinson
- Flora – Stephanie Sheh
- Stella – Jennifer Séguin
- Musa – Anik Matern
- Tecna – Wendee Lee
- Layla – Wendee Lee
- Sky – Christopher Corey Smith
- Riven – Steve Staley

Wersja angielska (Nickelodeon):
- Bloom – Molly C. Quinn
- Flora – Alejandra Reynoso
- Stella – Amy Gross
- Musa – Romi Dames
- Tecna – Morgan Decker
- Layla – Keke Palmer
- Sky – Matt Shively
- Brandon – Adam Gregory
- Helia – David Faustino
- Riven – Steve Staley
- Timmy – Charlie Schlatter
- Nabu – Will Blagrove

## Wersja polska
Wersja polska: na zlecenie SPI International Polska – Sun Studio Polska

Reżyseria: Agnieszka Zwolińska

Dialogi polskie: Maciej Wysocki

Teksty piosenek: Krzysztof Pieszak

Nagranie wersji polskiej: Piotr Zygo

Kierownictwo produkcji: Beata Jankowska i Marcin Kopiec

Zgranie polskiej wersji językowej: Toya Studio – Michał Kosterkiewicz

W wersji polskiej udział wzięli:
- Magdalena Krylik – Bloom
- Joanna Węgrzynowska-Cybińska – Stella
- Katarzyna Łaska – Musa
- Monika Kwiatkowska – Tecna
- Marta Żmuda Trzebiatowska – Flora
- Brygida Turowska – Layla
- Elżbieta Kijowska – Faragonda
- Anna Sztejner –
  - Gryzelda,
  - Tune,
  - Jolly,
  - Icy
- Andrzej Blumenfeld –
  - narrator,
  - Lord Bartleby
- Anna Gajewska – Mandragora
- Waldemar Barwiński – Książę Sky
- Piotr Kupicha – Riven
- Piotr Bajtlik – Brandon
- Tomasz Steciuk – Helia
- Jakub Szydłowski – Timmy
- Izabella Bukowska-Chądzyńska – Daphne
- Grzegorz Pawlak – Hagen
- Joanna Domańska – Tharma
- Anna Ułas – Liliss
- Anna Apostolakis-Gluzińska – Belladonna
- Anna Wodzyńska – Strażniczka Skya
- Wojciech Paszkowski – Wizgiz
- Karol Wróblewski – Palladium
- Joanna Pach – Chatta
- Julia Kołakowska-Bytner –
  - Mirta,
  - Concorda,
  - Glim
- Dominika Sell –
  - Lockette,
  - Livy
- Monika Pikuła

Piosenki śpiewała: Katarzyna Łaska
Lektor: Paweł Bukrewicz

## Międzynarodowe wydanie
| Kraj              | Tytuł                                    | Premiera          | Dystrybutor                                |
| ----------------- | ---------------------------------------- | ----------------- | ------------------------------------------ |
| Włochy            | Il segreto del regno perduto             | 30 listopada 2007 | 01 Distribution                            |
| Turcja            | Kayıp Krallığın Sırrı                    | 22 lutego 2008    | Bir Film                                   |
| Węgry             | Az Elveszett Királyság Titka             | 28 lutego 2008    | SPI International                          |
| Czechy            | Výprava do Ztraceného Království         | 13 marca 2008     | SPI International                          |
| Portugalia        | O Segredo do Reino Perdido               | 31 marca 2008     | Cinemas NOS                                |
| Francja           | Le Secret du Royaume Perdu               | 2 kwietnia 2008   | Quinta Distribution                        |
| Holandia          | Het Geheim van het Verloren Rijk         | 16 kwietnia 2008  | Independent Films                          |
| Izrael            | סוד הממלכה האבודה                        | 17 lipca 2008     | Nickelodeon                                |
| Niemcy            | Das Geheimnis des Verlorenen Königreichs | 4 września 2008   | Shinen Animation                           |
| Singapur          | The Secret of the Lost Kingdom           | 20 listopada 2008 | brak danych                                |
| Polska            | Tajemnica Zaginionego Królestwa          | 5 grudnia 2008    | SPI International Polska                   |
| Hiszpania         | El secreto del reino perdido             | 19 grudnia 2008   | Filmax Animation                           |
| Szwecja           | Hemligheternas Slott                     | 2 kwietnia 2010   | Scanbox Entertainment                      |
| Finlandia         | Salaisuuksien Linna                      | 16 kwietnia 2010  | Scanbox Entertainment                      |
| Norwegia          | Kongerikets Hemmelighet                  | 16 kwietnia 2010  | Scanbox Entertainment                      |
| Dania             | Det Fortabte Kongerige                   | 2 kwietnia 2010   | Scanbox Entertainment                      |
| Rosja             | Тайна Затерянного Королевства            | 8 lipca 2010      | Wydanie DVD                                |
| Grecja            | Το Μυστικό του Χαμένου βασιλείου         | 9 grudnia 2010    | Village Films                              |
| Stany Zjednoczone | The Secret of the Lost Kingdom           | 11 marca 2012     | Atlas Oceanic Sound & Picture, Nickelodeon |
| Ameryka Łacińska  | El Secreto del Reino Perdido             | 13 lipca 2012     | Etcétera Group, Nickelodeon América Latina |
| Brazylia          | O Segredo do Reino Perdido               | 13 lipca 2012     | Nickelodeon                                |
| Wielka Brytania   | The Secret of the Lost Kingdom           | 21 lipca 2012     | E1 Entertainment, Nickelodeon              |
| Korea Południowa  | 잃어버린 왕국의 비밀                     | 2012              | Studio KAAB, Nickelodeon                   |